# تالاواکله
تالاواکله (به لاتین: Talawakelle) یک منطقهٔ مسکونی در سری‌لانکا است که در استان مرکزی (سری‌لانکا) واقع شده‌است.